# Service national de renseignement bolivarien

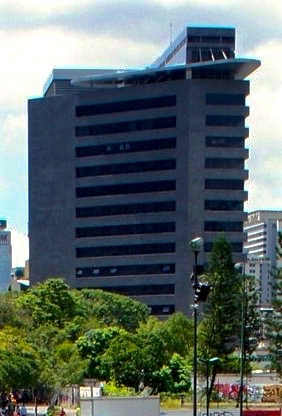
Le siège du SEBIN à Caracas.

Le Service national de renseignement bolivarien,, (espagnol : Servicio Bolivariano de Inteligencia Nacional), abrégé SEBIN, est le service de renseignements venezuelien. Il est créé par le président Hugo Chávez le 2 juin 2010. Son rôle est d’identifier les menaces potentielles qui peuvent affecter le pays et de protéger sa souveraineté.
Son siège est à Caracas.

## Historique
Lors de la crise présidentielle de 2019 au Venezuela, le 13 janvier, le SEBIN arrête pendant une heure Juan Guaidó, principal opposant au président Nicolás Maduro.